# Anselme Lacadé
Anselme Lacadé (1804-1866) va ser batlle de Lorda (Gascunya, Occitània) des de 1848 fins a 1866. Com a tal, havia de gestionar el negoci de les aparicions marianes que, en 1858, va alterar el destí de la seva ciutat. Cautelós sobre el fons cas, es va adonar ràpidament el valor econòmic que podria treure la seva ciutat amb l'afluència de visitants i pelegrins.

## Biografia
Notari de professió, Lacadé era un alcalde emprenedor que des de l'inici del seu mandat va dur a terme obres per a transformar profundament la fisonomia del que llavors era una petita localitat pirinenca. Aquestes obres, urbanístiques entre d'altres, estaven en marxa abans dels canvis imposats per l'acollida dels pelegrins.
L'arribada del ferrocarril a Lorda, la línia Tolosa-Baiona, amb la seva transversal Lorda-Pierrefitte és el gran assoliment que deu el municipi a Lacadé, que va seguir les propostes de l'enginyer Colomès de Juillan de la Compagnie des Chemins de fer du Midi. En 1854, abans de les aparicions de la Verge, la concessió gratuïta dels terrenys comunitaris necessaris per a implementar la línia es va atribuir a la companyia de ferrocarrils. La línia va ser oberta el 9 d'abril de 1865 amb 5 trens especials per a la peregrinació, portant a 3.500 persones que van entrar a l'estació.
Anselme Lacadé va saber utilitzar el bon suport del ministre influent Achille Fould, diputat dels Alts Pirineus, i dels grans esdeveniments, com el pas dels sobirans Napoleó III i Eugenia de Montijo per Lorda a l'agost de 1859, quan anaven a Saint Sauveur per a una cura termal, i va ser programador de grans obres.

## Les aparicions de Lorda
Els esdeveniments de 1858 en la gruta de Massavielha van escapar parcialment de la influència de l'autoritat municipal, fins que es van traslladar degut a la magnitud dels esdeveniments. Per diverses cartes i sobretot per telegrames, l'alcalde Lacadé es va adonar de que el moviment de masses podia pertorbar la seguretat de la vila.

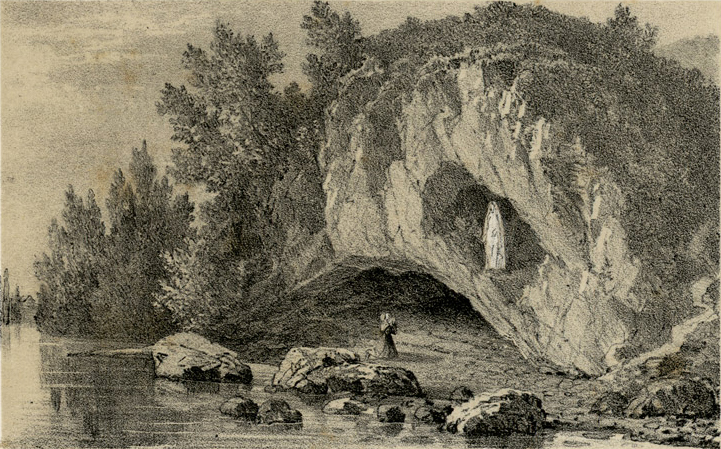
Gruta de Massavielha.
Gravat de Charles Mercereau (1822-1864)

No obstant això, el 8 de juny de 1858, influenciat pel seu prefecte, Massy, Lacadé va prohibir l'accés a la font a la qual «un gran nombre dels seus ciutadans i de persones de fora de la ciutat venien a buscar aigua». Aquest episodi va ser conegut com «les barreres que momentàniament van bloquejar el moviment cap a la gruta». No obstant això, la visita a la gruta de l'almirall Bruat (governant del Príncep Imperial), acompanyat d'una religiosa, del periodista Louis Veuillot (director del diari parisenc de l'Univers), i de tres sacerdots, va reviure amb eficàcia aquests moviments. Els processos verbals són enviats en massa al comissari Jacomet. Mentrestant Bruat i Veuillot van influir en la cort imperial, i van convèncer el ministre Achille Fould per a manifestar-se favor de l'accés obert de la gruta. Finalment, el prefecte Massy va cedir per una carta enviada per Napoleó III des de Biarritz, i es va traslladar a Grenoble. El 5 d'octubre, Lacadé va retirar oficialment el seu decret. Tota la població de Lorda va anar aquella mateixa tarda a la gruta a pregar i a «beure de l'aigua de la font miraculosa».
Lacadé va ser l'impulsor de la transformació de la ciutat de Lorda. Hi ha una gran diferència entre la ciudat de 1866 i la de 1848. L'impuls donat per les autoritats municipals d'aquest període serà la font de les millores introduïdes posteriorment a la ciutat.